# Луций Аврелий Кота (трибун 95 пр.н.е.)
Вижте пояснителната страница за други личности с името Луций Аврелий Кота.
Луций Аврелий Кота (на латински: Lucius Aurelius Cotta) е народен трибун през 95 пр.н.е. Заедно с Тит Дидий и Гай Норбан съдят Квинт Сервилий Цепион заради голямата му загуба през 105 пр.н.е. в битката при Аравзио (в Прованс) и кражба на златното богатство на волките в Толоза (aurum Tolosanum) и е пратен в изгнание. Същата горина Луций Аврелий Кота става претор.
Брат е на Гай Аврелий Кота (консул 75 пр.н.е.) и Марк Аврелий Кота (консул 74 пр.н.е.).